# Отто Некас
Отто Нечас (нім. Otto Neczas) — австрійський футболіст, що грав на позиції нападника. Футбольний тренер.

## Кар'єра футболіста
Отто Нечас, виступаючи на позиції нападника, забив багато голів в чемпіонатах Австрії 1910-х-1920-х років. Його першим клубом став «Зіммерингер», в якому він провів один сезон. Потім він перейшов в «Рудольфшюгель», за який виступав з 1915 по 1925 роки. Був одним з бомбардирів команди разом з Йоганном Фрелером і Ернстом Вінклером. В чемпіонаті Австрії «Рудольфшюгель» в кінці 1910-х на початку 1920-х одного разу посів друге місце і двічі третє. У сезоні 1917/18 Нечас з 14-ма голами зайняв друге місце в списку кращих бомбардирів чемпіонату. В сезоні 1922/23 клуб вилетів у Другій дивізіон. Ставши чемпіоном Д-2 в сезоні 1923/24, «Рудольфсхюгель» повернувся в еліту австрійського футболу, але в наступному сезоні знову вибув.
У сезоні 1918/19 він недовго виступав за «Герту», у складі якої зіграв всього 2 матчі.
Нечас ніколи не викликався в національну збірну Австрії, проте в 1917 році зіграв в неофіційному матчі за збірну Нижньої Австрії проти Богемії (2:2). У наступному році він також взяв участь в матчі збірної Відня проти збірної Кракова, у якому забив чотири голи, а його команда перемогла з рахунком 8:0.
Після завершення кар'єри гравця Нечас став тренером. Він недовгий час очолював белградський клуб «Соко», а потім двічі тренував «Воєводину».

## Статистика виступів

### Статистика клубних виступів
| Клуб              | Сезон             | Ліга  | Ліга | Кубок Австрії | Кубок Австрії | Всього | Всього |
| Клуб              | Сезон             | Матчі | Голи | Матчі         | Голи          | Матчі  | Голи   |
| ----------------- | ----------------- | ----- | ---- | ------------- | ------------- | ------ | ------ |
| Зіммерингер       | 1913/14           | 1     | 0    | -             | -             | 1      | 0      |
| Зіммерингер       | Всього            | 1     | 0    | 0             | 0             | 1      | 0      |
| Рудольфшюгель     | 1915/16           | 15    | 19   | -             | -             | 15     | 19     |
| Рудольфшюгель     | 1916/17           | 15    | 16   | -             | -             | 15     | 16     |
| Рудольфшюгель     | 1917/18           | 17    | 14   | 2             | 2             | 19     | 16     |
| Рудольфшюгель     | 1918/19           | 15    | 9    | 3             | 1             | 18     | 10     |
| Рудольфшюгель     | 1919/20           | 11    | 3    | 0             | 0             | 11     | 3      |
| Рудольфшюгель     | 1920/21           | 12    | 6    | 2             | 6             | 14     | 12     |
| Рудольфшюгель     | 1921/22           | 3     | 1    | 0             | 0             | 3      | 1      |
| Рудольфшюгель     | 1922/23           | 12    | 5    | 1             | 1             | 13     | 6      |
| Рудольфшюгель     | 1923/24           | 20    | 17   | 3             | 2             | 23     | 19     |
| Рудольфшюгель     | 1924/25           | 2     | 2    | 0             | 0             | 2      | 2      |
| Рудольфшюгель     | Всього            | 122   | 92   | 11            | 12            | 133    | 104    |
| Герта (Відень)    | 1918/19           | 2     | 0    | 0             | 0             | 2      | 0      |
| Герта (Відень)    | Всього            | 2     | 0    | 0             | 0             | 2      | 0      |
| Всього за кар'єру | Всього за кар'єру | 125   | 92   | 11            | 12            | 136    | 104    |

### Статистика виступів за збірну Відня
| № | Дата       | Місце проведення | Команда 1       | Рахунок | Команда 2        | Голи                  |
| - | ---------- | ---------------- | --------------- | ------- | ---------------- | --------------------- |
| 1 | 01.04.1917 | Відень           | Нижня Австрія   | 2:2     | Богемія          |                       |
| 2 | 02.06.1918 | Краків           | Краків (Польща) | 0:8     | Відень (Австрія) | Гол · Гол · Гол · Гол |

## Титули та досягнення
- Срібний призер чемпіонату Австрії (1):

«Рудольфшюгель»: 1918–1919
- Бронзовий призер чемпіонату Австрії (2):

«Рудольфшюгель»: 1916–1917, 1920–1921